# 施塔岑巴赫河 (施塔恩貝格湖)
47°57′49″N 11°19′11″E / 47.96349°N 11.31977°E

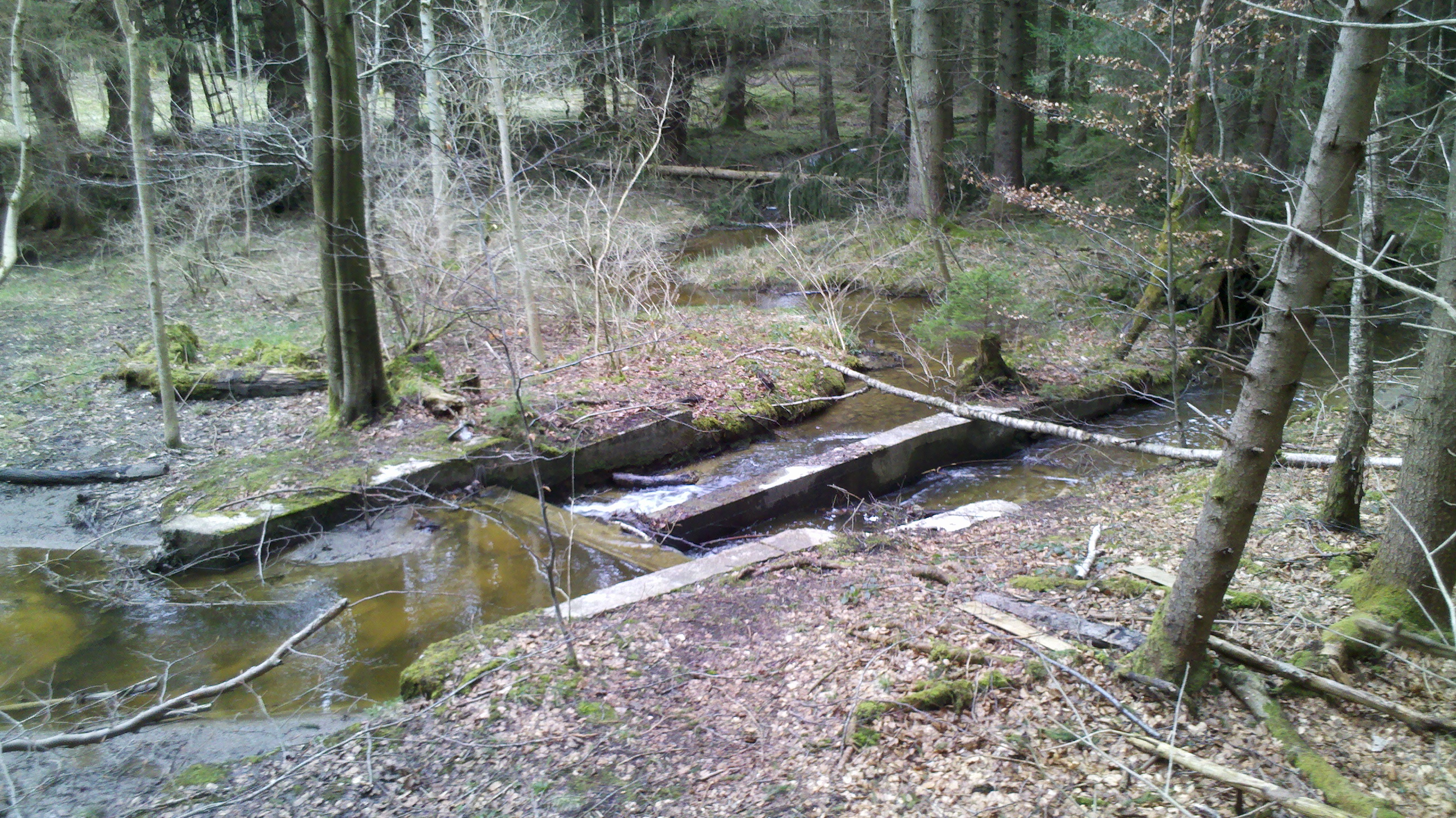

施塔岑巴赫河是德國的河流，位於該國東南部，由巴伐利亞負責管轄，最終注入施塔恩貝格湖，河道全長6.5公里，流域面積4.6平方公里。